# Hart (Mühldorf am Inn)
Hart ist ein Dorf und eine ehemalige Gemeinde in der Stadt Mühldorf a.Inn im oberbayerischen Landkreis Mühldorf am Inn.

## Geschichte
Die katholische Hl. Kreuz-Kapelle in Hart ist ein Putzbau über annähernd quadratischem Grundriss mit Zeltdach aus dem 18. Jahrhundert. Die Gemeinde Hart wurde 1818 mit dem bayerischen Gemeindeedikt begründet. 1965 wurde ein 6 Hektar großes unbewohntes Gebiet der Gemeinde Hart nach Mühldorf eingegliedert. Im Zuge der Gemeindegebietsreform schloss sich Hart am 1. Januar 1972 der Stadt Mühldorf an.

### Einwohner
212 Einwohner (1900)
582 Einwohner (1933)
634 Einwohner (1939)